# Crostwitz
Crostwitz, obersorbisch Chrósćicyⓘ, ist ein Ort und die zugehörige Gemeinde im Zentrum des ostsächsischen Landkreises Bautzen und befindet sich ca. 12 km östlich der Stadt Kamenz. Die Gemeinde zählt zur Oberlausitz und ist Mitglied im Verwaltungsverband Am Klosterwasser. Crostwitz ist eines der Zentren des sorbischen Siedlungsgebietes in Sachsen.
Der Ortsname ist – wie bei Crostau – vom altslawischen Wort chróst für „Gebüsch“ abgeleitet (vgl. obersorbisch chrósćina = Gestrüpp, Buschwerk).

## Geografie
Der Ort Crostwitz liegt zwischen 160 und 180 m ü. NHN an beiden Seiten des Baches Satkula, der etwas nördlich des Ortes in das Klosterwasser mündet. Gemeinsam mit Panschwitz-Kuckau zählt die Gemeinde zum sogenannten „Oberland“ (sorb. Horjany) der ehemaligen Klosterpflege St. Marienstern. Im östlichen Teil der Siedlung, südlich und westlich umflossen vom Bach, befindet sich der Kirchberg mit der Katholischen Kirche, dem Crostwitzer Friedhof, der Schule und einigen älteren Wohn-, teils Fachwerkhäusern. Der größere Teil des Ortes erstreckt sich jedoch auf der Westseite der Satkula in Richtung Panschwitz-Kuckau. Die nächste höhere Erhebung ist der Galgenberg/Šibjeńca (207,9 m ü. NHN) am nordöstlichen Ortsausgang in Richtung Jeßnitz.

### Ortsgliederung
Zur Gemeinde gehören folgende Ortsteile:
- Caseritz (Kozarcy), 48 Einwohner
- Crostwitz, 595 Einwohner
- Horka (Hórki), 240 Einwohner
- Kopschin (Kopšin), 17 Einwohner
- Nucknitz (Nuknica), 54 Einwohner
- Prautitz (Prawoćicy), 106 Einwohner[3]

## Geschichte

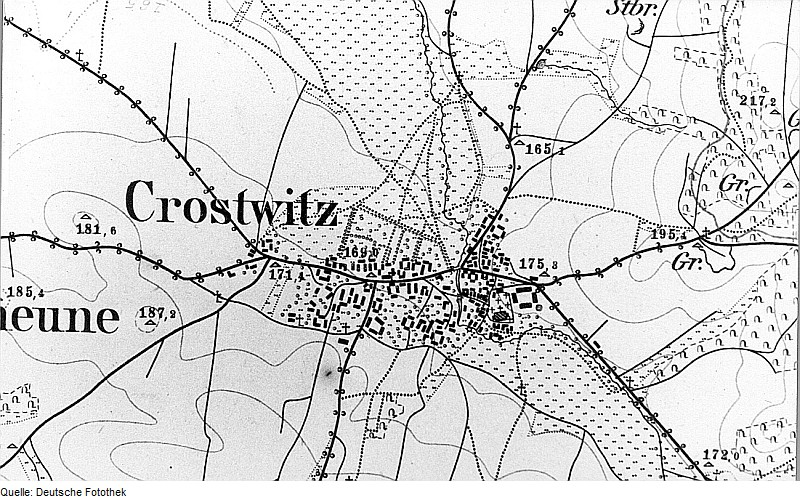
Crostwitz auf einem Meßtischblatt, Sekt. Kloster Marienstern, 1884

In der Nähe des Ortsteils Kopschin befinden sich die Reste einer alten slawischen Burgwallanlage, die sogenannte Kopschiner Schanze.
Der Ort wurde bereits 1225 als Herrensitz des Henricus de Crostiz urkundlich erwähnt. Die Pfarrkirche von Crostwitz hatte seit dem 13. Jahrhundert eine große Bedeutung für die Region zwischen Panschwitz, Storcha und Rosenthal. Die meisten anderen Kirchen in dieser Gegend wurden erst später errichtet.
Die Planungen für die Sächsische Nordostbahn sahen eine Streckenführung von Bautzen über Crostwitz in Richtung Kamenz vor. Mit dem ausbrechenden Ersten Weltkrieg und nicht zuletzt auch aufgrund heftiger Widerstände in der Bevölkerung wurde der Bau jedoch abgebrochen und nicht wieder aufgenommen.
Im Rahmen der nationalsozialistischen Volkszählung 1939 bekannten sich in der ganzen Lausitz insgesamt 595 Menschen zur „wendischen Volkszugehörigkeit“, obwohl dies aufgrund der propagierten Charakterisierung der Sorben als „deutscher Stamm“ ausdrücklich unerwünscht war. Von diesen sogenannten „Bekenntniswenden“, die im Unterschied zu jenen Sorben, die eine deutsche Volkszugehörigkeit angaben, ein politisches Problem für das Regime darstellten, kamen allein 364 aus Crostwitz. Hier hatte Pfarrer Jan Wjenka im Vorfeld dazu aufgerufen, sich ungeachtet der staatlichen Nationalitätenpolitik zum Sorbentum zu bekennen.
Im April 1945, als anderswo der Zweite Weltkrieg bereits vorbei war, fanden in der Region schwere Gefechte zwischen der Heeresgruppe Süd, einigen SS-Verbänden, der 2. Polnischen Armee und der Roten Armee statt. Ein von Johannes Peschel geschaffenes und auf der Anhöhe Fulkec hora 1980 errichtetes Ehrenmal erinnert an die vielen Opfer.
In Crostwitz wurde am 10. Mai 1945 (nur fünf Tage nach Ende der letzten Kampfhandlungen) der Dachverband der sorbischen Vereine, die Domowina, neugegründet.
1957 wurde das benachbarte Caseritz, 1974 Horka und Nucknitz eingemeindet.

## Bevölkerung

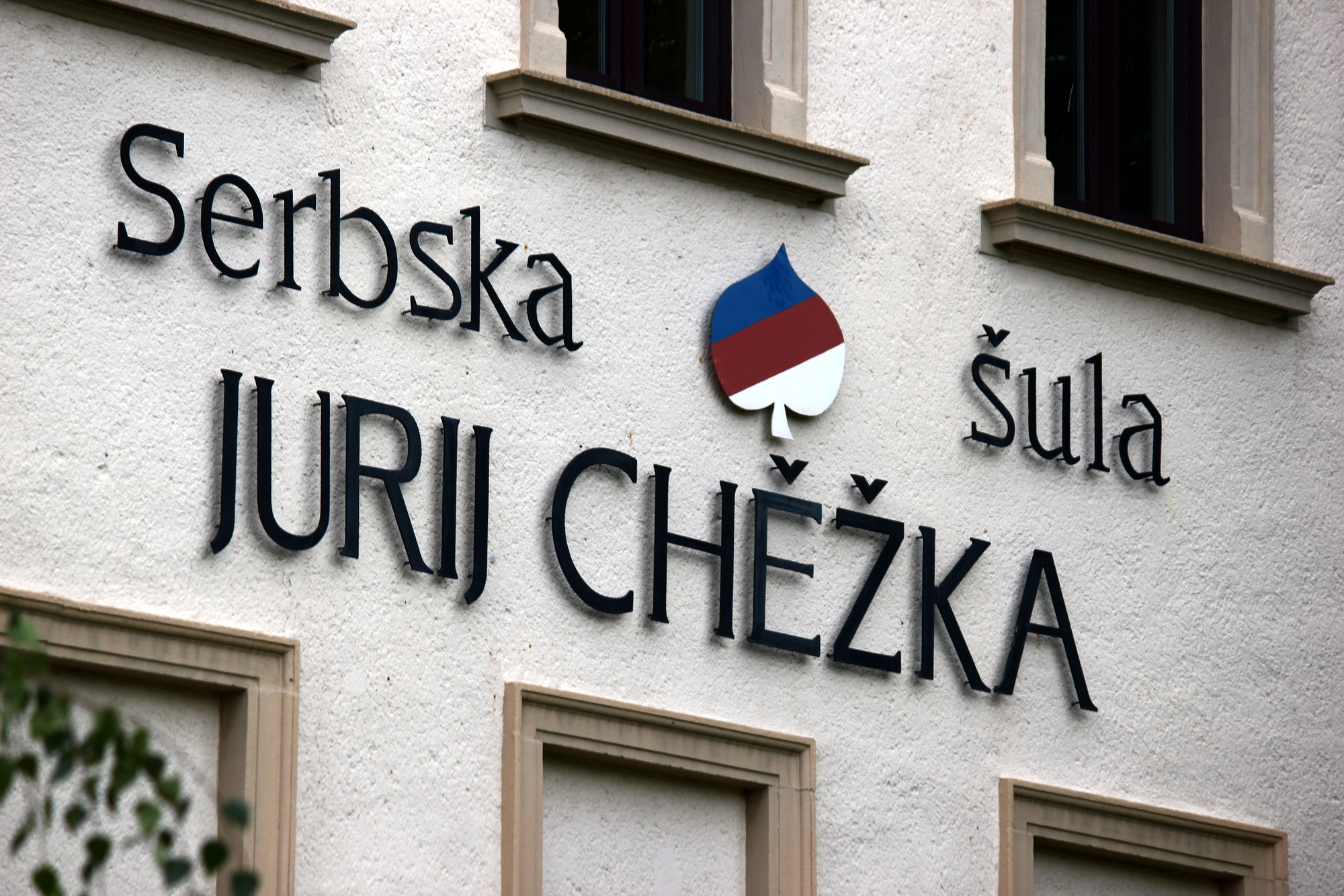
Die Mehrheitssprache in Crostwitz ist Sorbisch.

Crostwitz liegt im Südosten des sorbischen Kernsiedlungsgebietes und ist eines von dessen Zentren. Im Jahr 2001 sprachen 85,4 % der Einwohner der Gemeinde Obersorbisch. Die Bevölkerungsmehrheit ist zudem katholischen Glaubens.
Für seine Statistik über die sorbische Bevölkerung in der Oberlausitz hatte Arnošt Muka in den achtziger Jahren des 19. Jahrhunderts für den Ort eine Bevölkerungszahl von 538 Einwohnern ermittelt, davon waren 523 Sorben (97 %) und 15 Deutsche. Ernst Tschernik zählte 1956 in der Gemeinde Crostwitz einen sorbischsprachigen Bevölkerungsanteil von nur noch 73,9 %, bedingt v. a. durch den Zuzug von Umsiedlern aus den ehemaligen Ostgebieten.
Laut der Volkszählung von 2011 waren zu diesem Zeitpunkt von 1.058 Einwohnern 984 römisch-katholisch (93 %), 15 evangelisch (1,4 %) und 59 gehörten einer anderen oder keiner Glaubensgemeinschaft an (5,6 %). 2022 lag der Anteil der katholischen Bevölkerung bei 90,0 %, 2,3 % evangelisch und 8,0 % gehörten einer anderen oder keiner Glaubensgemeinschaft an. Damit ist Crostwitz jene Gemeinde in Sachsen mit dem höchsten Anteil an Katholiken.
Der Hauptort selbst hat knapp 600 Einwohner.

## Kultur und Sehenswürdigkeiten

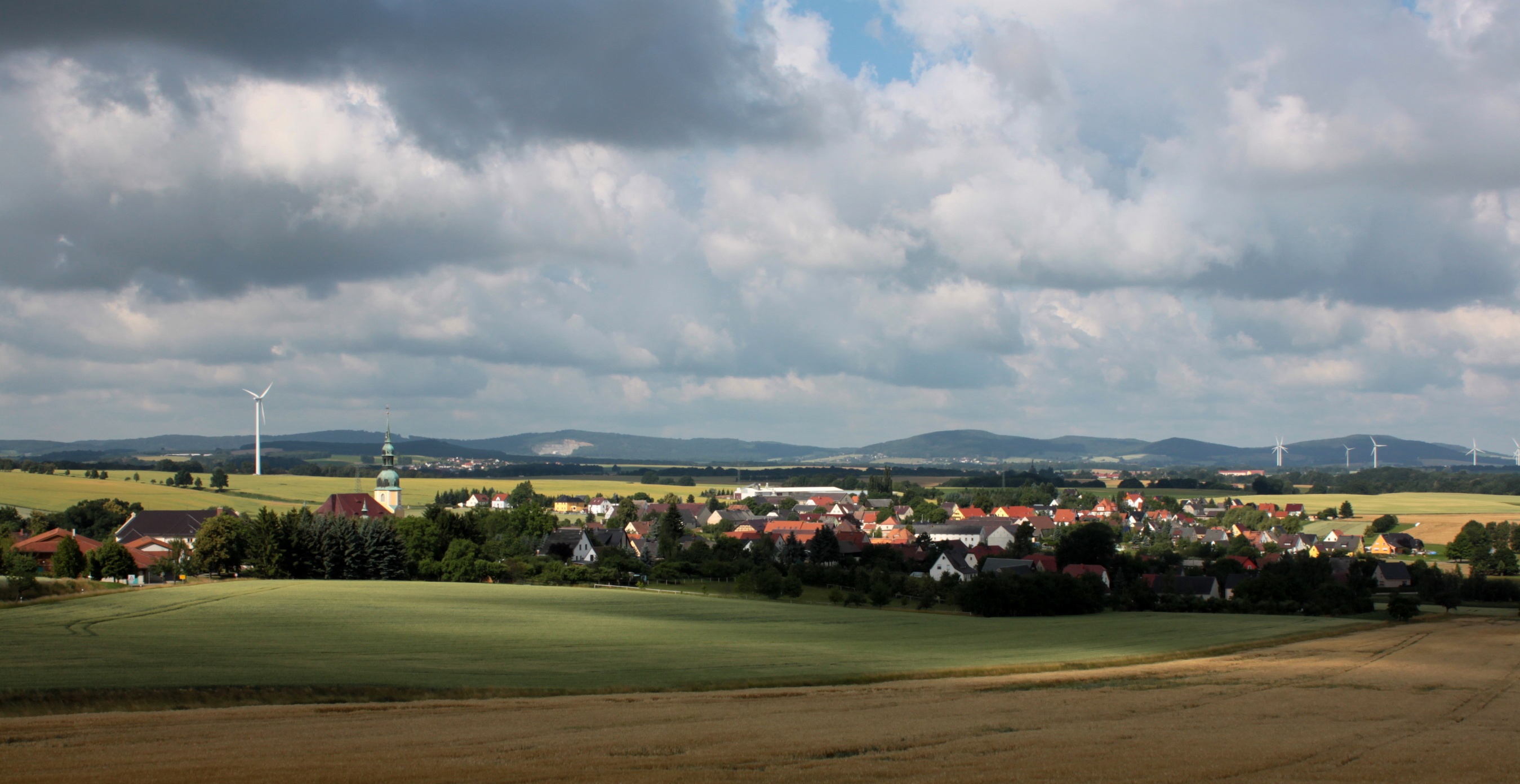
Blick über Crostwitz nach Westen

Überall an den Wegrändern zeugen Kreuze, Betsäulen und sorbische Beschriftungen (an Straßenschildern, Geschäften, Schulen etc.) davon, dass Crostwitz zu den Zentren der lebendigen sorbischen Sprache und Kultur, hier katholisch geprägt, zählt.
Im Ortsteil Nucknitz findet jeden Sommer das sorbische Rockmusikfestival Nukstock statt; in Crostwitz selbst zudem aller zwei Jahre das Internationale Folklorefestival Łužica/Lausitz.
Crostwitz liegt am Radwanderweg „Auf den Spuren des Krabat“.
Der einzige Stolperstein in Crostwitz befindet sich im Ortsteil Horka; er wurde in sorbischer Sprache gestaltet und erinnert an Annemarie Kreidl, welche dort bei sorbisch-katholischen Adoptiveltern aufwuchs und nach diesen Annemarie Schierz (Hana Šěrcec) genannt wurde. Da ihre leiblichen Eltern Juden waren, wurde sie im Jahr 1942 verhaftet und wahrscheinlich im Jahr darauf vom NS-Regime ermordet.

### Kirche

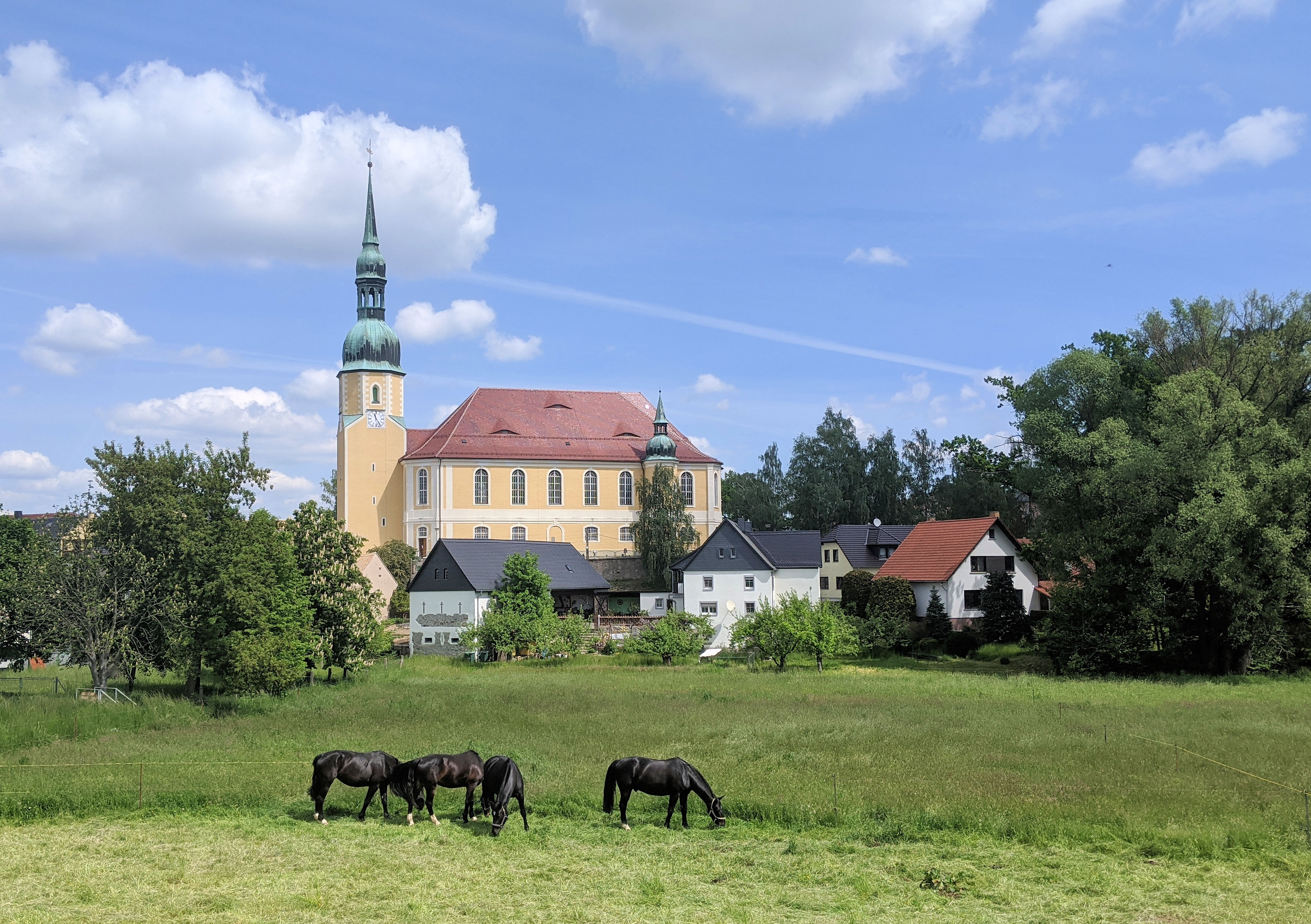
Katholische Kirche St. Simon und Juda

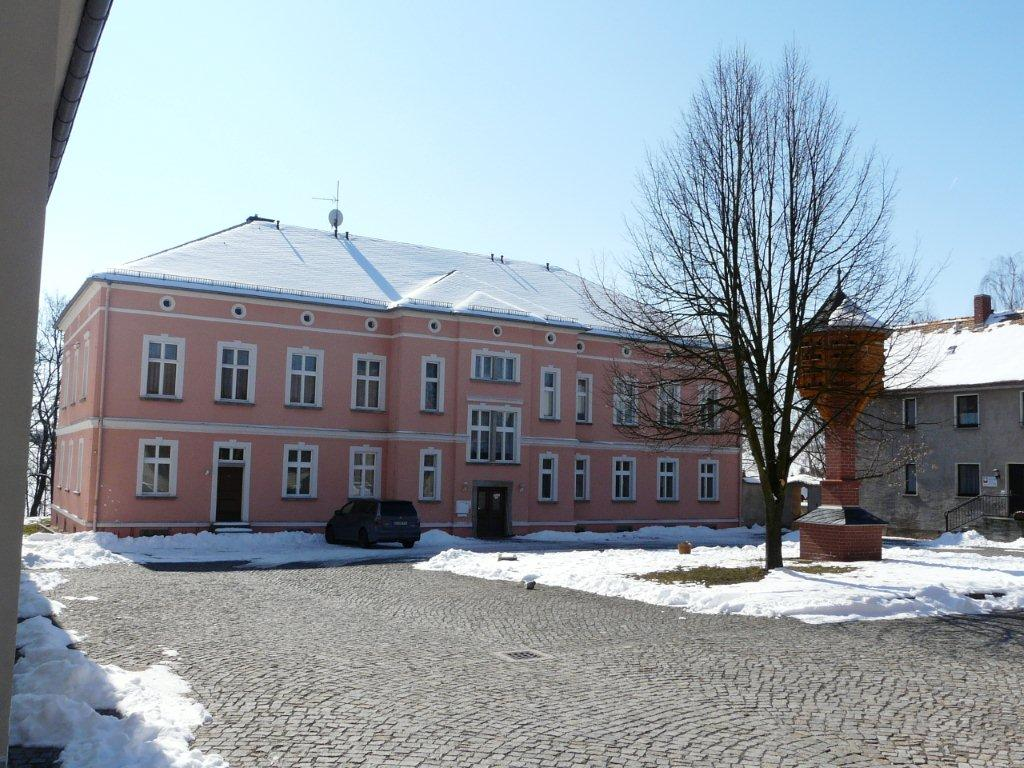
Pfarrhof

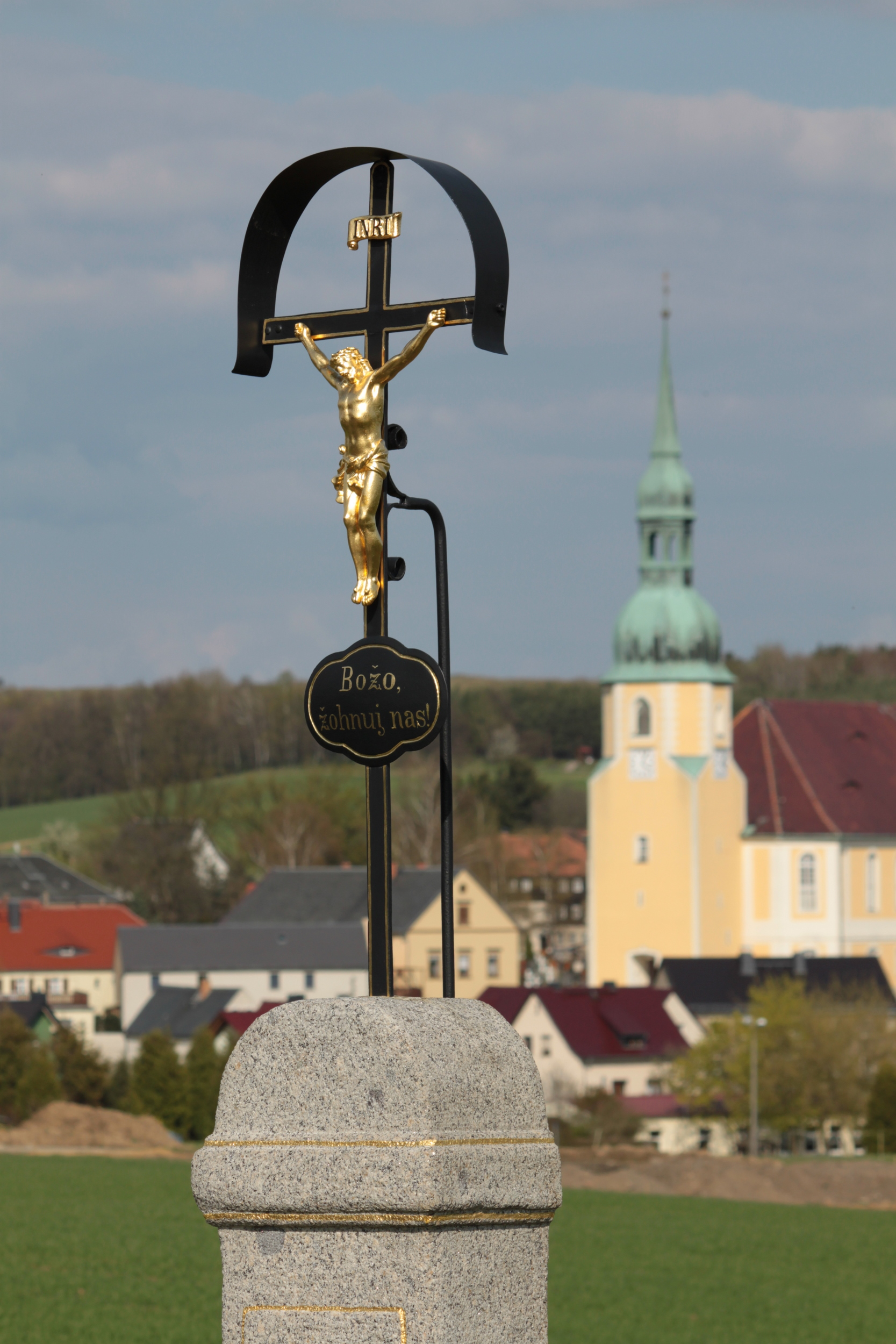
Typisches Wegkreuz an der Straße nach Siebitz

Bevor die Region unter Bischof Benno von Meißen christianisiert wurde, befand sich an der Stelle der jetzigen Kirche ein heidnischer Tempel. Nachdem der katholische Glaube Einzug hielt, wurde dort zu Ehren der heiligen Apostel Simon und Juda Thaddäus eine kleine Holzkirche errichtet.
Die Pfarrkirche „St. Simon und Juda Thaddäus“ (Swj. Symana a Judy Tadeja) wurde in ihrer heutigen Form von 1769 bis 1771 im Barockstil errichtet und am 27. Oktober 1771 durch den aus Crostwitz stammenden Bischof Jakob Wosky von Bärenstamm geweiht.
Sie ist alljährlich der Ausgangspunkt einer Osterreiterprozession. Nachdem die Reiter gemeinsam am Ostergottesdienst teilgenommen haben, reiten sie über Siebitz in die Nachbargemeinde Panschwitz-Kuckau, wo sie von den Ordensschwestern des Klosters St. Marienstern empfangen werden.
Auf dem Crostwitzer Kirchhof liegt der sorbische Schriftsteller Jurij Brězan begraben.
Seit dem Jahr 1995 finden alle zehn Jahre die Crostwitzer Passionsspiele statt.

### Sport
Die in Crostwitz ansässige Sportgemeinschaft SG Crostwitz 1981 (Sportowa jednotka Chrósćicy) ging aus dem ältesten sorbischen Sportverein, der 1896 gegründeten Serbowka hervor und ist heute der größte Verein der Gemeinde. Ab den 1930er Jahren hatte Crostwitz mit Sokoł Chrósćicy eine eigene Fußballmannschaft. Heute spielt die Männermannschaft in der Landesklasse. Bis 2014 gab es auch eine Frauenmannschaft.

### Naturschutz
- Siehe auch: Liste der Naturdenkmale in Crostwitz

## Politik
- FW: 5
- Cv!: 1
- ZWP: 1
- CDU: 4

Ein Sitz bleibt unbesetzt.

### Gemeinderat
Der Crostwitzer Gemeinderat besteht aus elf Mitgliedern und tagt in sorbischer Sprache. Die Gemeinderatswahl 2024 ergab folgende Stimm- bzw. Sitzverteilung:
| Parteien und Wählergemeinschaften                 | 2024   | 2024   | 2019   | 2019   | 2014   | 2014   |
| Parteien und Wählergemeinschaften                 | %      | Sitze  | %      | Sitze  | %      | Sitze  |
| ------------------------------------------------- | ------ | ------ | ------ | ------ | ------ | ------ |
| Freie Wählervereinigung Crostwitz/Prautitz (FWV)  | 43,9   | 5      | 43,8   | 6      | 46,7   | 5      |
| Christlich Demokratische Union Deutschlands (CDU) | 33,6   | 4      | 43,4   | 5      | 53,3   | 7      |
| Crostwitz voran!                                  | 16,0   | 1      | 12,9   | 1      | –      | –      |
| ZWP                                               | 6,4    | 1      | –      | –      | –      | –      |
| gesamt                                            | 100,0  | 11     | 100,0  | 12     | 100,0  | 12     |
| Wahlbeteiligung                                   | 77,9 % | 77,9 % | 71,7 % | 71,7 % | 60,6 % | 60,6 % |

Eine zum 1. Juli 2011 angestrebte Gemeindefusion mit der Nachbargemeinde Panschwitz-Kuckau scheiterte an Meinungsverschiedenheiten der Gemeinderäte, unter anderem die künftige Tagungssprache betreffend.

### Bürgermeister
Bürgermeister ist seit 2015 Marko Klimann (CDU).
| Wahl | Bürgermeister                   | Vorschlag | Wahlergebnis (in %) |
| ---- | ------------------------------- | --------- | ------------------- |
| 2022 | Marko Klimann (Marko Kliman)    | CDU       | 92,3                |
| 2015 | Marko Klimann (Marko Kliman)    | CDU       | 87,2                |
| 2008 | Matthias Brützke (Maćij Brycka) | CDU       | 98,1                |
| 2001 | Matthias Brützke (Maćij Brycka) | CDU       | 86,3                |
| 1994 | Peter Scholze (Pětr Šołta)      | CDU       | 67,0                |

## Bildung

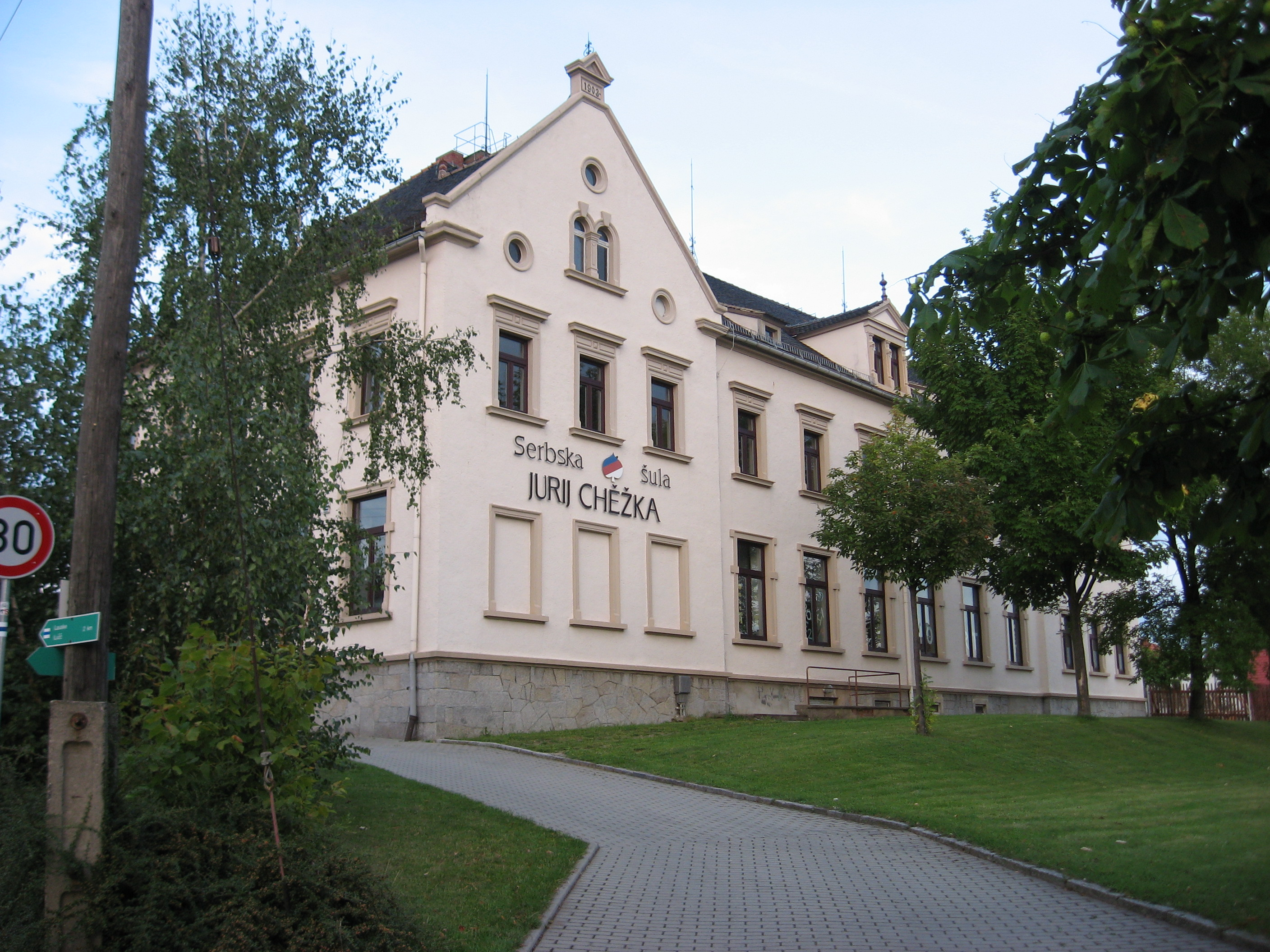
Sorbische Schule Jurij Chěžka

Die Gemeinde Crostwitz verfügt über die sorbische Grundschule Jurij Chěžka mit 71 Schülern im Schuljahr 2022/23.
2001 wehrten sich Eltern, Lehrer und Schüler der Mittelschule Crostwitz gegen deren vom sächsischen Kultusministerium verfügte Schließung („Crostwitzer Schulaufstand“, Chróšćan zběžk). Ungeachtet ihrer Proteste und der Unterstützung seitens sorbischer Organisationen, der katholischen Kirche, der Nachbarländer Tschechien und Polen und des Europarates schloss das Ministerium die Mittelschule Crostwitz zum Schuljahresende 2003.

## Persönlichkeiten
- Jakob Wosky von Bärenstamm, Domdekan und Bischof in Bautzen
- Michael Kockel (Michał Kokla, 1840–1922), Gutsbesitzer und Abgeordneter des sächsischen Landtags, lebte über Jahrzehnte in Crostwitz.
- Der sorbische Schriftsteller Jurij Koch wurde 1936 im Ortsteil Horka geboren.

## Belege
1. ↑  Bevölkerung der Gemeinden Sachsens am 31. Dezember 2023 – Fortschreibung des Bevölkerungsstandes auf Basis des Zensus vom 15. Mai 2022 (Gebietsstand 01.01.2023). Statistisches Landesamt des Freistaates Sachsen, abgerufen am 11. Februar 2025. (Hilfe dazu).
2. ↑  
Ernst Eichler, Hans Walther: Ortsnamenbuch der Oberlausitz – Studien zur Toponymie der Kreise Bautzen, Bischofswerda, Görlitz, Hoyerswerda, Kamenz, Löbau, Niesky, Senftenberg, Weißwasser und Zittau (= Deutsch-slawische Forschungen zur Namenkunde und Siedlungsgeschichte. Band 28). I Namenbuch. Akademie-Verlag, Berlin 1975, S. 150.
3. ↑  Stand: 31. Dezember 2023; Angaben von am-klosterwasser.de
4. ↑  Frank Förster: Die „Wendenfrage“ in der deutschen Ostforschung 1933–1945. Schriften des Sorbischen Instituts 43, Domowina-Verlag, Bautzen 2007, S. 103f.
5. ↑  Michael Weimer: Peschel, Johannes. Adlerflügel. Ehrenmal für im April 1945 Gefallene der 2. Polnischen Armee. Beton; H. 6 m. 1980. Ansicht von Westen. Crostwitz, Anhöhe "Fulkec hora". 1980, abgerufen am 8. September 2022.
6. ↑  Martin Walde: Demographisch-statistische Betrachtungen im Gemeindeverband „Am Klosterwasser“. In: Lětopis. Band 51, 2004, Heft 1 (Digitalisat als PDF; 1 MB).
7. ↑  Ernst Tschernik: Die Entwicklung der sorbischen Bevölkerung. Akademie-Verlag, Berlin 1954, S. 96.
8. ↑  Ludwig Elle: Sprachenpolitik in der Lausitz. Domowina-Verlag, Bautzen 1995, S. 251.
9. ↑  Zensusdatenbank auf zensus2011.de (Memento des Originals vom 14. Mai 2020 im Internet Archive)  Info: Der Archivlink wurde automatisch eingesetzt und noch nicht geprüft. Bitte prüfe Original- und Archivlink gemäß Anleitung und entferne dann diesen Hinweis.
10. ↑  Datenblatt für die Gemeinde auf zensus.sachsen.de; abgerufen am 16. Februar 2025 (pdf)
11. ↑  Zur Geschichte unserer Pfarrkirche. Pfarrei Hl. Apostel Simon und Juda, abgerufen am 1. April 2023.
12. ↑  Wahlergebnisse der Kommunalwahl 2019 auf wahlen.sachsen.de, abgerufen am 23. September 2020.
13. ↑  Referat Kommunikation und Öffentlichkeitsarbeit: Wahlergebnisse - Wahlen - sachsen.de. Abgerufen am 4. August 2024.
14. ↑  Referat Kommunikation und Öffentlichkeitsarbeit: Wahlergebnisse - Wahlen - sachsen.de. Abgerufen am 22. August 2024.
15. ↑  Referat Kommunikation und Öffentlichkeitsarbeit: Wahlergebnisse - Wahlen - sachsen.de. Abgerufen am 22. August 2024.
16. ↑  Schuldatenbank Sachsen; abgerufen am 24. August 2024.
17. ↑  Domowina: Einladung zum 20. Jahrestag des Crostwitzer Schulaufstands, 23. Juli 2021, abgerufen am 6. August 2021.